# Kreis Sur Tasna
| Sur Tasna           | Sur Tasna         |
| ------------------- | ----------------- |
| Sur Tasna           |                   |
| Basisdaten          |                   |
| Staat:              | Schweiz           |
| Kanton:             | Graubünden (GR)   |
| Bezirk:             | Inn               |
| Hauptort:           | Zernez            |
| Fläche:             | 344,04 km²        |
| Einwohner:          | 1590 (31.12.2013) |
| Bevölkerungsdichte: | 5 Einw. pro km²   |
| Aufgehoben am:      | 31. Dezember 2015 |
| Karte               |                   |
| Karte von Sur Tasna |                   |

Der Kreis Sur Tasna (deutsch oberhalb oder ob Tasna) bildete bis zum 31. Dezember 2015 zusammen mit den Kreisen Val Müstair, Ramosch und Suot Tasna den Bezirk Inn des Kantons Graubünden in der Schweiz. Der Sitz des Kreisamtes war in Zernez, Landsgemeindeort war Lavin. Durch die Bündner Gebietsreform wurden die Kreise aufgehoben.

## Gemeinden
Der Kreis setzte sich aus folgender Gemeinde zusammen:
| Wappen | Name der Gemeinde | Einwohner (31. Dez. 2009) | Fläche in km² | BFS-Nr |
| ------ | ----------------- | ------------------------- | ------------- | ------ |
| Zernez | Zernez            | 1535                      | 344,04        | 3746   |

## Veränderungen im Gemeindebestand seit 2000

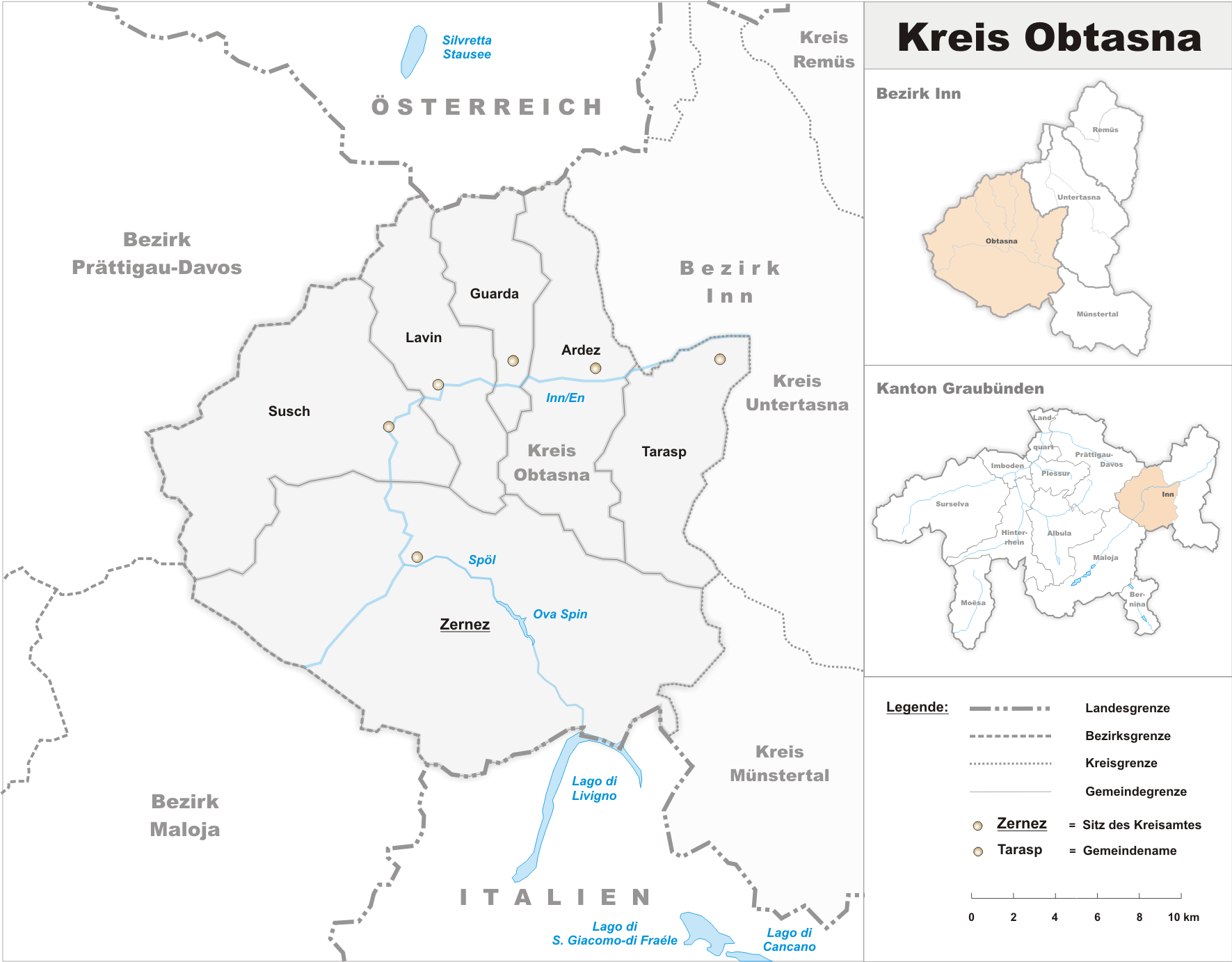
Gemeinden bis 2014

### Fusionen
- 2015: Lavin, Susch und Zernez → Zernez
- 2015: Ardez, Guarda und Tarasp → Scuol (und wechseln damit in den Kreis Suot Tasna)